# Lužný rybník
Lužný rybník je vodní plocha a evropsky významná lokalita u Pístova v okrese Jihlava. Vodní plocha o rozloze 12 ha se rozkládá 1,6 km jihozápadně od Pístova v nadmořské výšce 590 metrů. Slouží k vodárenským účelům.
Evropsky významná lokalita má rozlohu 15 ha. Chrání se zde přirozené eutrofní vodní nádrže s vegetací typu Magnopotamion nebo Hydrocharition. Cílem je udržet charakter vodárenské nádrže s účelovou rybí obsádkou bez jakékoliv intenzifikace.

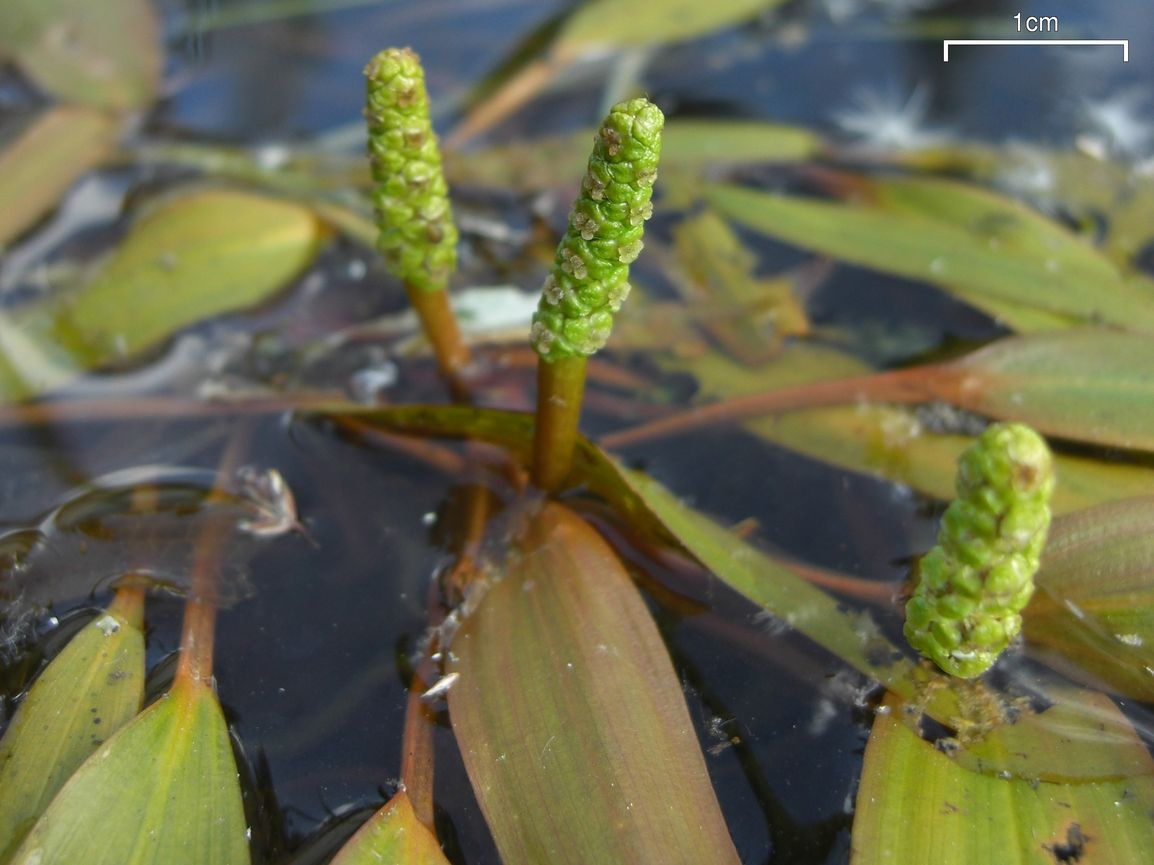
Rdest trávolistý

Nachází se na území geomorfologického podcelku Brtnická vrchovina v mělkém údolí Koželužského potoka. Podloží tvoří migmatitické ruly. V okolí potoka se nacházejí glejové a pseudoglejové půdy. Průtočný rybník má písčité a písčitohlinité dno, kde se vyvinula makrofytní vegetace přirozeně mezotrofních stojatých vod. Litorály rybníka tvoří porosty vysokých ostřic, rákosiny a smrkovými lesními porosty. Hráz není porostlá dřevinami, nedaleko se nachází průsek vysokého napětí. Rostou zde vlhkomilná vysokobylinná lemová společenstva nížin a horského až alpínského stupně, mezi které patří bublinatka jižní (Utricularia australis) a dva vzácné a silně ohrožené druhy rdestů – rdest trávolistý (Potamogeton gramineus) a rdest uzlinatý (P. nodosus). Žijí tu obojživelníci skokan krátkonohý (Pelophylax lessonae), rosnička zelená (Hyla arborea), ropucha obecná (Bufo bufo).